# 變葉假脈蕨
變葉假脈蕨（学名：Crepidomanes palmifolium）为膜蕨科假脈蕨屬下的一个种。

## 扩展阅读
- 維基物種上的相關：變葉假脈蕨